# Trantjärnen (Naverstads socken, Bohuslän)
Trantjärnen är en sjö i Tanums kommun i Bohuslän och ingår i Enningdalsälvens huvudavrinningsområde. Sjön är 7,6 meter djup, har en yta på 0,232 kvadratkilometer och befinner sig 141,1 meter över havet. Vid provfiske har abborre och gädda fångats i sjön.

## Delavrinningsområde
Trantjärnen ingår i det delavrinningsområde (652607-126155) som SMHI kallar för Ovan VDRID = Lillälven i Enningdalsälvens vattend*. Medelhöjden är 144 meter över havet och ytan är 4,84 kvadratkilometer. Räknas de 14 avrinningsområdena uppströms in blir den ackumulerade arean 220,38 kvadratkilometer. Avrinningsområdets utflöde Enningdalsälven (Nordaneälven) mynnar i havet. Avrinningsområdet består mestadels av skog (73 %) och sankmarker (10 %). Avrinningsområdet har 0,64 kvadratkilometer vattenytor vilket ger det en sjöprocent på 13,2 %.